# كريستين ياكوبسون
كريستين ياكوبسون (بالإنجليزية: Kristinn Jakobsson)‏ (مواليد 11 يونيو 1969) حكم كرة قدم آيسلندي . قرر الاتحاد الدولي لكرة القدم اعتماده حكما دوليا في سنة 1997 ولكنه لم يقم بتحكيم مباراة في دوري أبطال أوروبا إلا في أغسطس 2001 .

## وصلات خارجية
- كريستين ياكوبسون على موقع Soccerway.com (الإنجليزية)

1. ↑  worldreferee.com (بالإنجليزية), QID:Q19801038